# Мачковац (Воћин)
Мачковац је насељено мјесто у општини Воћин, у Славонији, у Вировитичко-подравској жупанији, Република Хрватска.

## Географија
Мачковац се налази око 13 км сјеверно од Воћина.

## Историја
До територијалне реорганизације у Хрватској насеље се налазило у саставу бивше општине Подравска Слатина.

## Становништво
Мачковац је према попису из 2011. године имао 47 становника.
| Демографија | Демографија | Демографија |
| Година      | Становника  | Становника  |
| ----------- | ----------- | ----------- |
| 1961.       | 107         |             |
| 1971.       | 108         |             |
| 1981.       | 93          |             |
| 1991.       | 75          |             |
| 2001.       | 71          |             |
| 2011.       |             | 47          |